# Dafne (planta)
Dafne (Daphne) és un gènere de plantes amb flors que conté unes 50-95 espècies d'arbusts caducifolis o de fulles persistents. Pertany a la família Thymelaeaceae, i el gènere és originari d'Àsia, Europa, i nord d'Àfrica. Les seves flors són flairoses però les seves baies són verinoses.

## Descripció
Les flors són apètales (sense pètals) i tenen 4 o rarament 5 sèpals amb aparença de pètals. Moltes espècies floreixen a finals d'hivern o principi de la primavera.

## Taxonomia
Als Països Catalans són autòctones les següents: Daphne laureola, Daphne mezereum, Daphne rodriguezii, Dapne cneorum, Daphne gnidium i Daphne oleoides.
Una espècie, Daphne papyracea o planta Lokta es cultiva al Nepal per a produir paper.
Algunes espècies...
| - Daphne acutiloba - Daphne alpina - Daphne altaica - Daphne angustiloba - Daphne arbuscula - Daphne arisanensis - Daphne aurantiaca - Daphne axillaris - Daphne bholua - Daphne blagayana - Daphne brevituba - Daphne caucasica - Daphne championii - Daphne cneorum - Daphne depauperata - Daphne emeiensis - Daphne erosiloba - Daphne esquirolii - Daphne feddei - Daphne gemmata - Daphne genkwa - Daphne giraldii - Daphne glomerata | - Daphne gnidioides - Daphne gnidium - Daphne gracilis - Daphne grueningiana - Daphne holosericea - Daphne jasminea - Daphne jezoensis - Daphne jinyuensis - Daphne kamtschatica - Daphne kiusiana - Daphne kosaninii - Daphne laciniata - Daphne laureola - Daphne leishanensis - Daphne limprichtii - Daphne longilobata - Daphne longituba - Daphne macrantha - Daphne malyana - Daphne mezereum - Daphne modesta - Daphne mucronata - Daphne myrtilloides | - Daphne odora - Daphne oleoides - Daphne papyracea - Daphne pedunculata - Daphne penicillata - Daphne petraea - Daphne pontica - Daphne pseudomezereum - Daphne purpurascens - Daphne retusa - Daphne rhynchocarpa - Daphne rodriguezii - Daphne rosmarinifolia - Daphne sericea - Daphne sophia - Daphne striata - Daphne sureil - Daphne tangutica - Daphne tenuiflora - Daphne tripartita - Daphne xichouensis - Daphne yunnanensis |

## Galeria

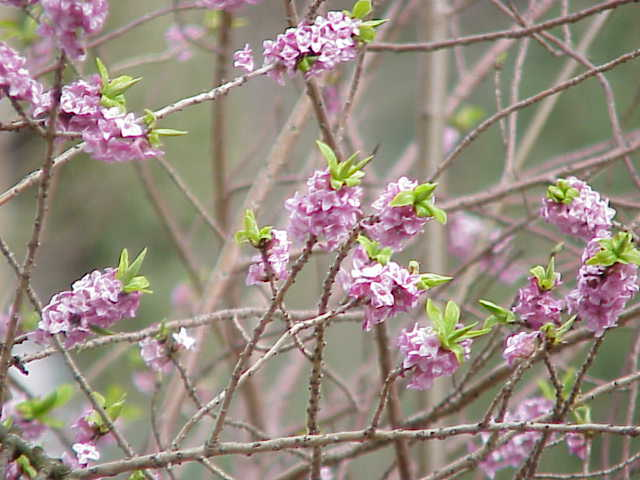
Daphne mezereum florida
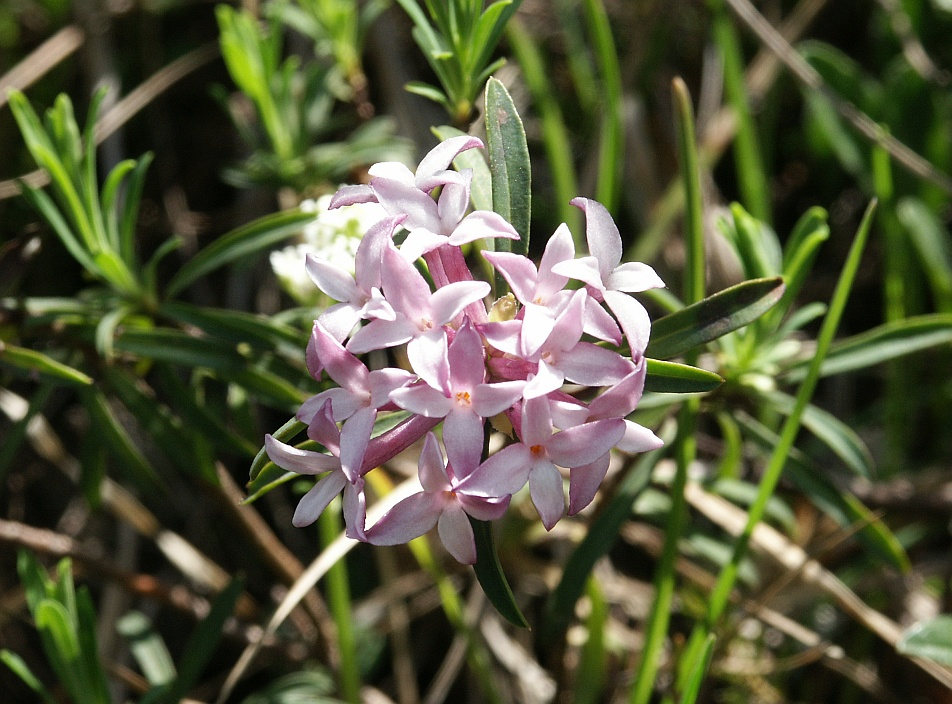
Daphne striata florida